# Puchenstuben
Puchenstuben é um município da Áustria localizado no distrito de Scheibbs, no estado de Baixa Áustria.